# Cryptothylax greshoffii
Cryptothylax greshoffii és una espècie de granota de la família dels hiperòlids que viu a Angola, Camerun, República Centreafricana, República Democràtica del Congo, Guinea Equatorial, Gabon i, possiblement també, a la República del Congo.